# Custines
Custines település Franciaországban, Meurthe-et-Moselle megyében. Lakosainak száma 3095 fő (2022. január 1.). Custines Belleau, Bouxières-aux-Dames, Faulx, Frouard, Malleloy, Marbache, Millery és Pompey községekkel határos.

## Népesség
A település népességének változása:
| Lakosok száma | 3046 | 2841 | 2813 | 3001 | 2831 | 2930 | 3079 | 3082 | 3106 | 3095 |
|               | 1968 | 1982 | 1990 | 2006 | 2013 | 2015 | 2017 | 2019 | 2020 | 2022 |